# 広九直通列車
広九直通列車（こうきゅうちょくつうれっしゃ）または広九直通車（中国語: 廣九直通車）、港穂直通車（中国語: 港穗直通車）とは、かつて香港九龍紅磡駅（九龍駅）と中華人民共和国広東省広州市天河区広州東駅を結んでいた優等列車である。香港内では香港MTR東鉄線を経由し、中国本土に入ってからは広深線を経由して運行されていた。なお、1日1往復のみ広州東駅から広州駅を経由して広茂線に直通し、肇慶駅まで運行される列車も存在した。
2019年7月時点では、広九直通列車は毎日9往復（18本）運行され、そのうち8往復は途中東莞市常平駅に停車していた。
同じく香港～広州間の鉄道としては、2018年9月23日に広深港高速鉄道が香港まで開通しており、毎日70往復以上運行されている。
2024年7月31日、正式に廃止された。

## 歴史

### 運行開始初期

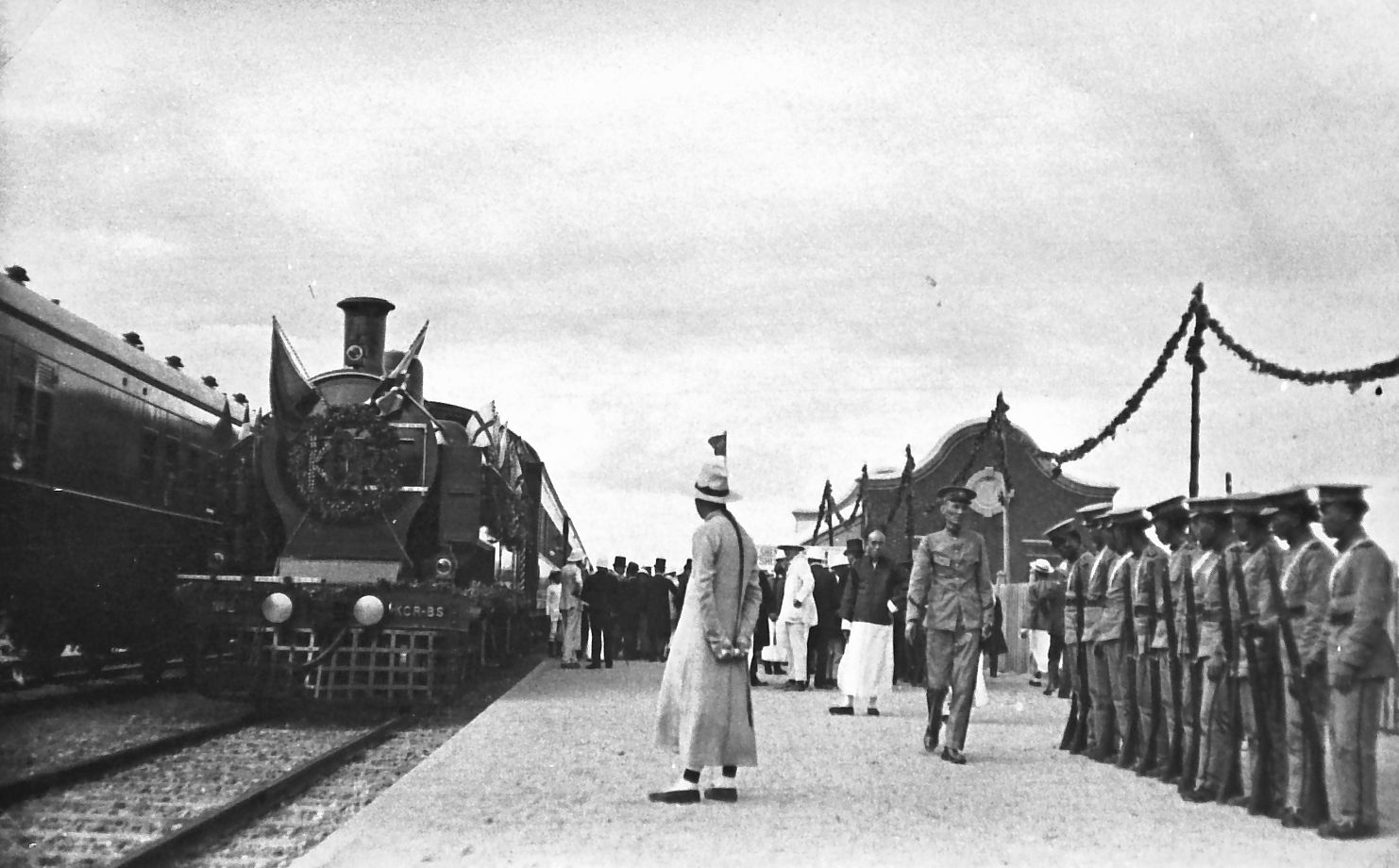
九広鉄路華段が開通し、深圳に入る汽車 (1911年10月)

1907年、イギリスの植民地であった香港と広東省広州を結ぶ九広鉄路の建設が開始された。九広鉄路の建設はイギリス側（九広鉄路英段）と清国側（九広鉄路華段）で別々に行われ、1910年10月1日に香港区間（東鉄線）が開通し、1911年10月8日には清国区間（広深線）も開通して直通運転が開始された。開通時、広九直通列車は港穂直通車と呼称され、広州市内の大沙頭駅から吉山駅、石龍駅、常平駅、樟木頭駅、深圳駅を経由して香港の九龍駅まで運行された。運行距離は178.55kmである。
運行開始当初のダイヤは1日2往復で、九龍～広州間の所要時間は優等列車が約2時間55分、普通列車が7時間であった。座席等級はファーストクラスとセカンドクラスで、価格はそれぞれ5.4銀元及び2.7銀元であった。1936年から1937年の間には、香港の九広鉄路局は豪華直通列車の運行を開始した。豪華直通列車には、食堂車や展望車が設置された2輛の気動車が用いられ、それぞれ広州淑女（Canton Belle）号、大埔淑女（Taipo Belle）号と命名され、1936年10月14日、大埔淑女号は九龍～広州間を無停車で2時間15分で走破した。
日中戦争中の1938年10月、日本軍による広東攻略戦の結果、九広鉄路は破壊され、広九直通列車の運行は縮小された。1941年12月には香港の戦いが勃発し、九広鉄路沿線すべてが日本軍の占領下となり、広九直通列車の運行は完全に停止された。その後1945年8月に日本が降伏するまで、九広鉄路は軍用として用いられた。

### 運行再開まで
1945年8月、イギリスと中華民国によって広九直通列車の運行は再開された。しかし1949年10月1日に中華人民共和国が成立し、同年10月14日に南下した人民解放軍が広州と東莞を占領したため、広九直通列車の運行は再び停止された。その後香港政庁は広九直通列車運行再開に向けて、中国政府と数回にわたり交渉を行った。中国政府は広九直通列車運行再開について前向きで、国務院総理である周恩来も1950年代初めに広九直通列車運行再開を提案したが、様々な要因によって中英間で合意に至らなかった。
文化大革命の後、中国が1970年代後半から改革開放政策を開始した。1979年1月初め、中国政府は香港政庁の関係者と接触し、広九直通列車運行再開について協議した。香港側の九広鉄路局と中国側の広州鉄路局の間でもこの問題について取り上げられた。広州鉄路局はこの問題を中華人民共和国鉄道部に上申し、さらに1月25日には鉄道部から国務院に対して上申が行われた。これに対して国務院は「広九直通列車運行再開に向けて積極的に準備し、できるだけ早期の運行再開のために努力する」と鄧小平からの直接指示が下された。
この指示を受け、広州鉄路局は運行再開に向けて準備を開始し、広州駅ターミナルビルの大規模な建て替えを行われ、出入国管理のための施設が建設された。これに並び3月16日に試運転が行われ、3月20日には九広鉄路局と広州鉄路局の代表の間で協議が行われた。同じ頃、香港総督クロフォード・マレー・マクレホースは北京を訪問した。マクレホースは香港に戻る際、広九直通列車の第1列車に乗ることを希望したため、広九直通列車の運行再開日は4月4日に決定した。そして4月4日当日、広州駅で記念式典が挙行された。式典には広東省長と広州市長、香港総督マクレホースとその夫人のほか、香港の財界関係者が出席した。午前8時20分、鉄道部副部長の耿振林が第1列車である91次列車のテープカットを行い、午前8時半、30年の中断期間を経て広九直通列車が広州を出発した。91次列車は東風3型0149号ディーゼル機関車が牽引した中国国鉄24系客車で運行され、列車が香港に入った後、羅湖駅から水先案内人として香港側の機関士が乗務した。91次列車は、香港内を約55分間走行し、広州出発から約3時間後に香港九龍にある九龍駅（紅磡駅）に到着した。

### 運行再開後

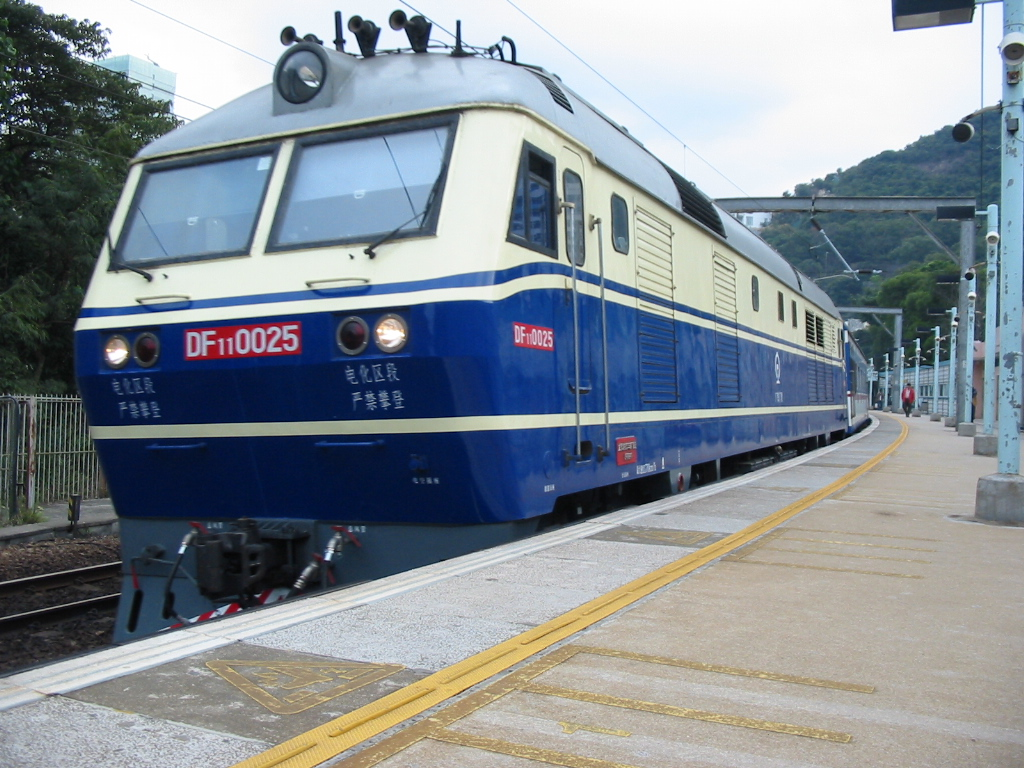
大学駅を通過する東風11型牽引の中国国鉄25Z系客車。

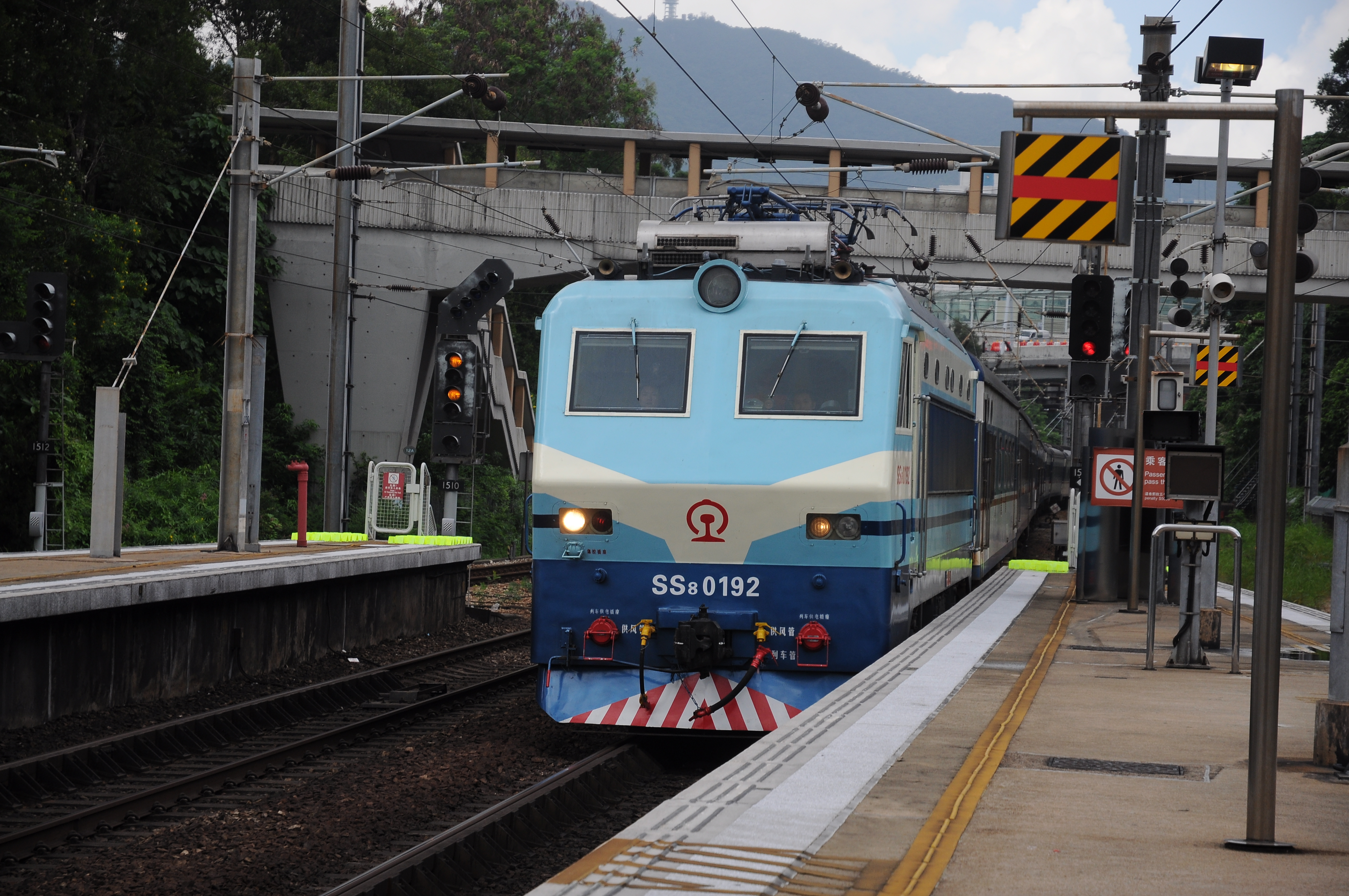
沙田駅を通過するT808次列車

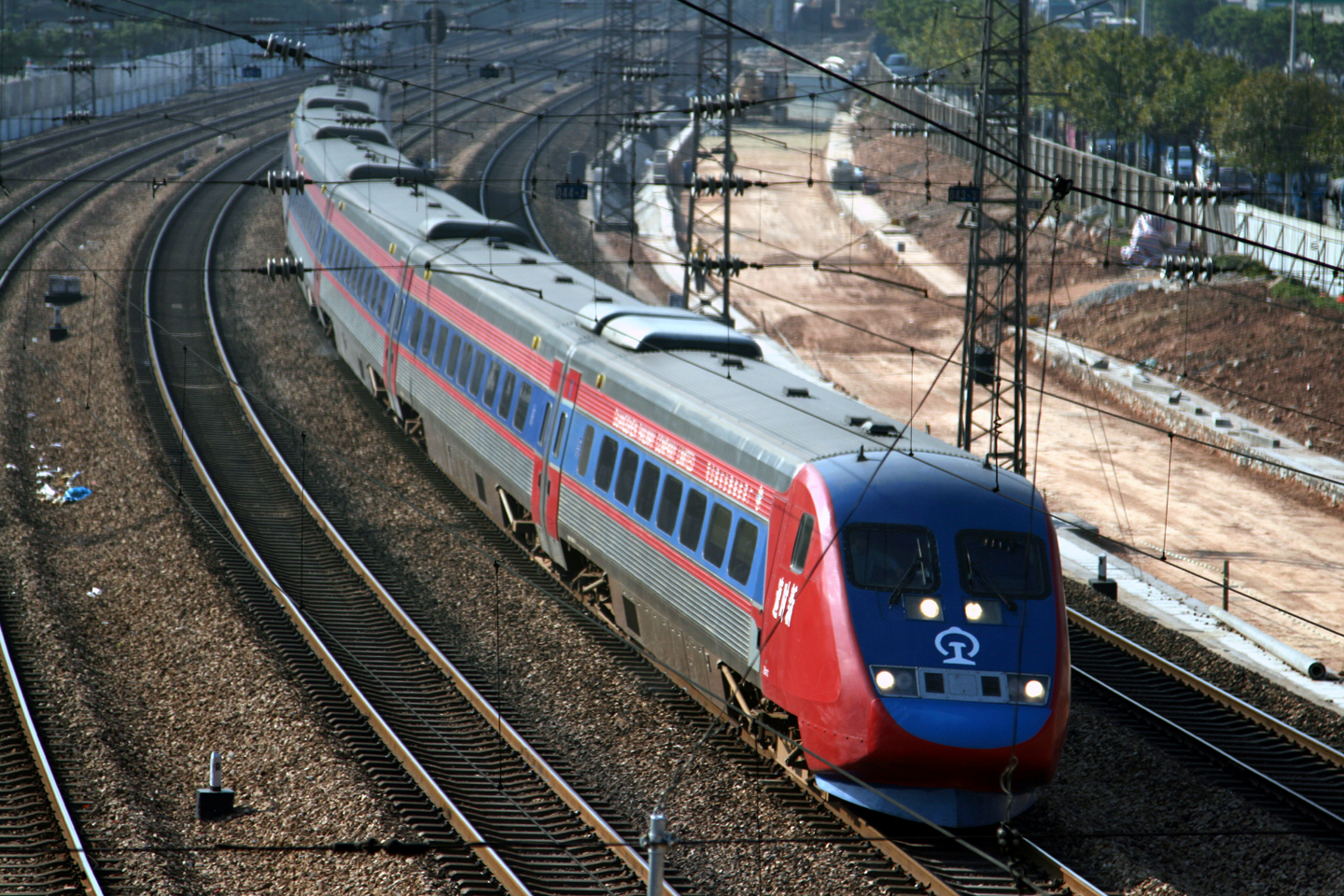
「新時速」直通車

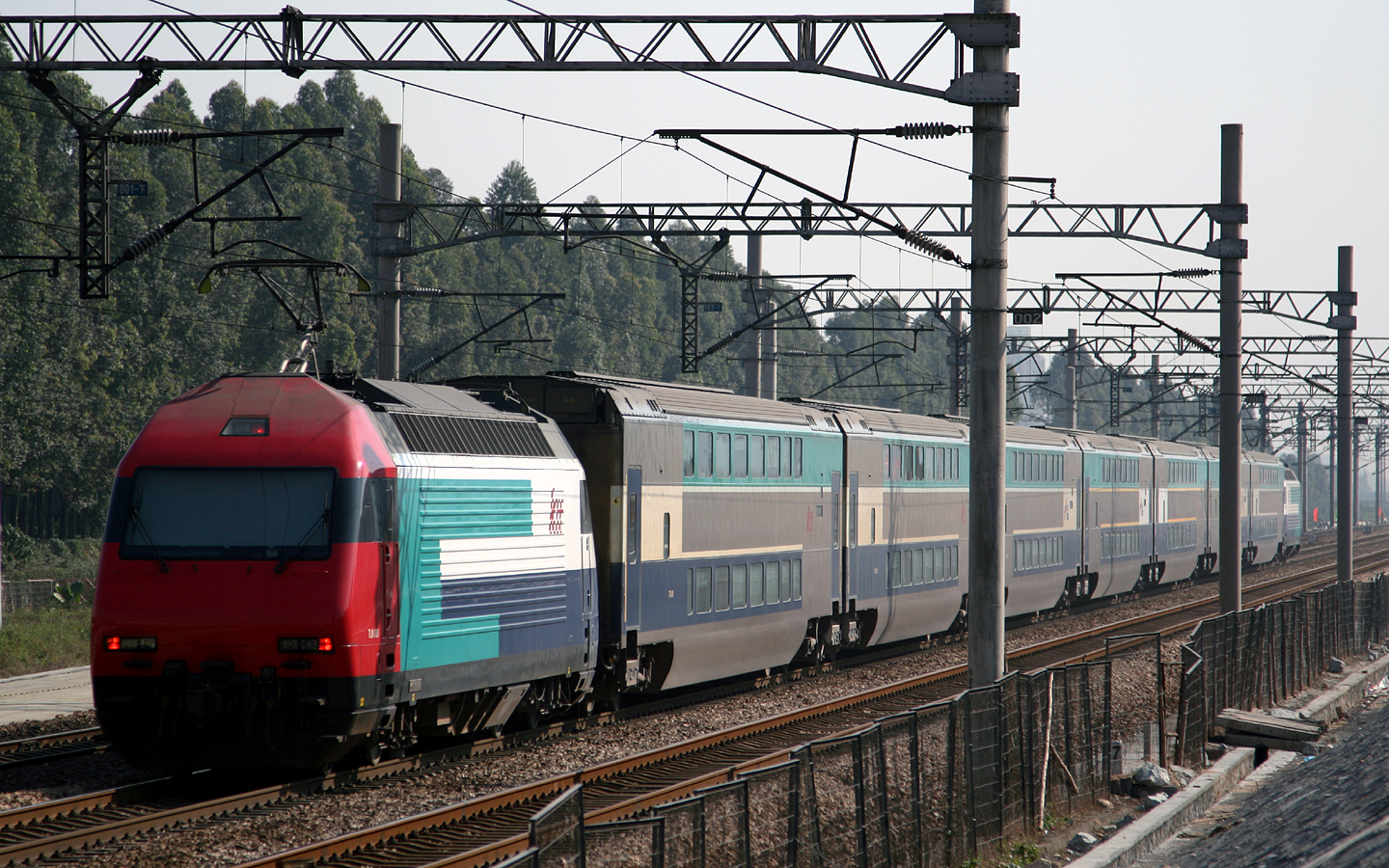
「Ktt」直通車

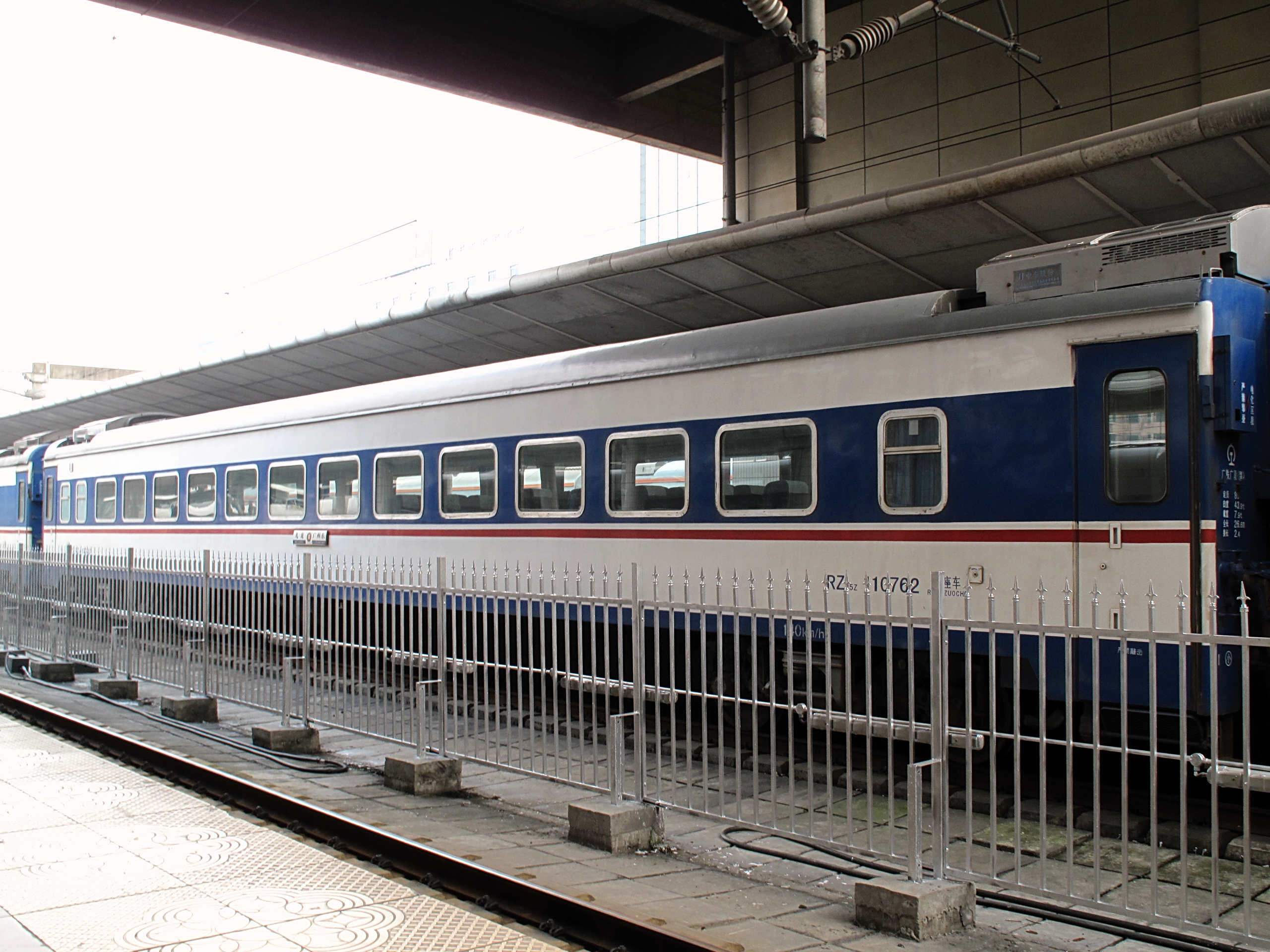
広州東駅隔離区内に停車中の広九直通列車専用25Z型客車

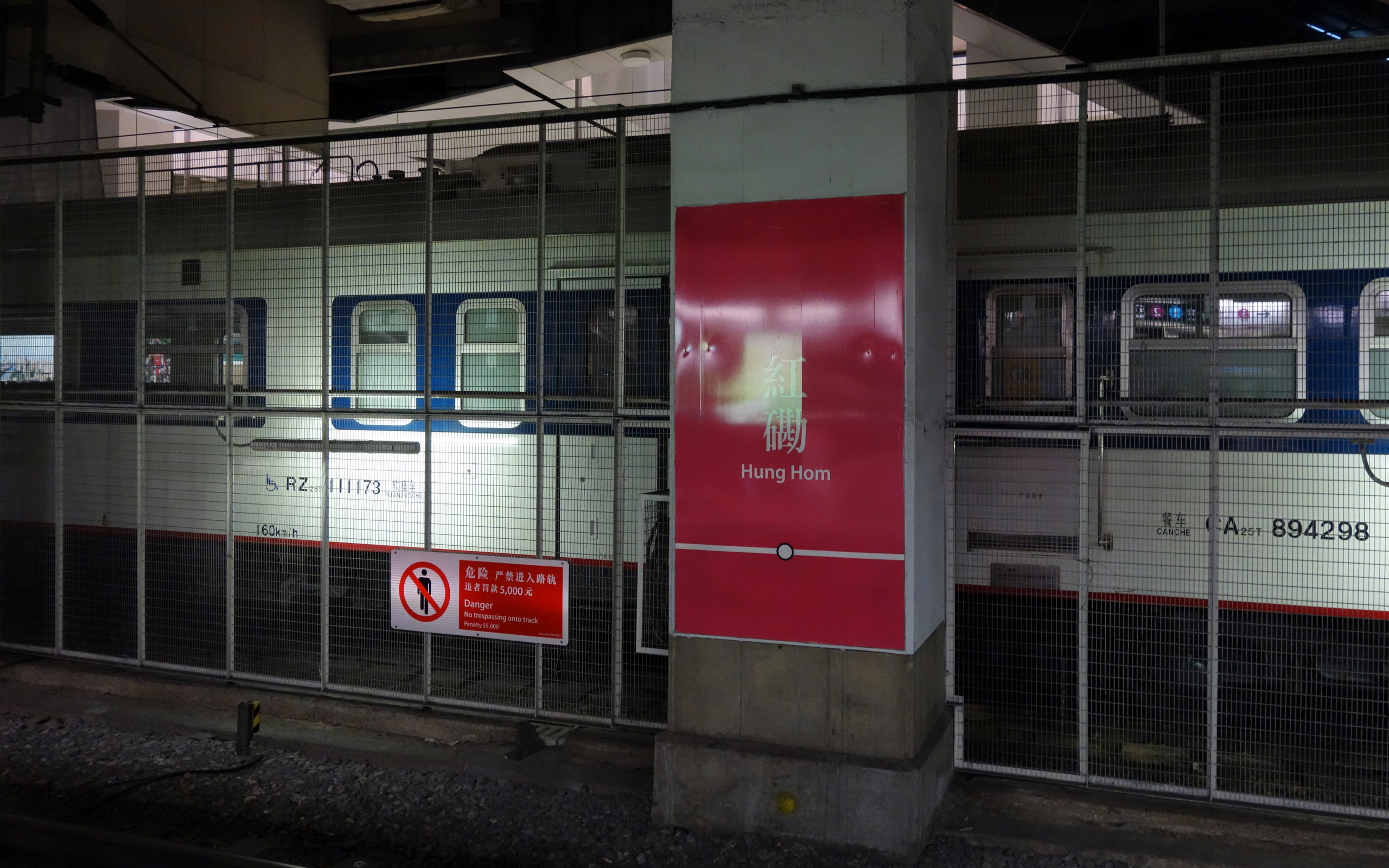
紅磡駅停車中の広九直通列車専用25T型客車

1979年当時、広九直通列車は毎日1往復運行された。広州発九龍行き91次列車は広州を午前8時30分に出発し、九龍発広州行き92次列車は九龍を午後1時に出発した。所要時間はともに2時間54分であった。列車の編成は東風3型ディーゼル機関車牽引の13輛編成で、10輛が空調付き軟座車、1輛が電源車、1輛が食堂車、1輛が荷物車であった。1979年当時の片道切符の値段は53.5香港ドルまたは16人民元であった（1979年当時の交換レートは100香港ドルが30兌換元であった）。旅客は広州駅で出国審査を行った後、そのまま国境を通過して九龍駅（紅磡駅）まで行き、到着後入国審査を受けた。1本の列車で輸送できる限界は640人であったが、毎年30万人を輸送した。広九直通列車の乗務員には、広州鉄路局3000名強の乗務員のうち、厳しい政治的審査を通過した48名の乗務員が選出され、2班に分かれて乗務した。
1979年4月15日、第45回広州交易会が開かれると、広九直通列車に対する需要は高まってゆき、1980年1月11日から1日2往復、1984年7月1日から1日3往復、そして1986年からは1日4往復運行されるようになった。春節の時季にはさらなる増発が行われ、同時に1本の列車で840人を輸送可能となった。その後も旅客需要の急激な増加は1994年に広深高速道路が開通し、高速バスとの競争が始まるまで続いた。
1984年より、広九直通列車は九龍で夜間滞泊が行われるようになったが、その際に問題となったのは列車乗務員の香港での宿泊先であった。乗務員たちは当初、尖沙咀のアパートに宿泊したが、中国鉄道部はチャタムロード南に「鉄路大厦」というアパートを建設した。規定には、乗務員は九龍駅到着後、専用の送迎車輛でアパートに送られ、翌日早朝には九龍駅発の列車に乗務することが定められ、許可なく外出したり、アパートに人を招くことは禁止された。この規定は2015年10月時点でも存在していた。
広九直通列車は、中国が掲げた対外開放政策を世界にアピールするのに役立った。統計によると、1979年4月から1980年末までに25の国と地域の首脳及び外交関係者が、中国訪問時に広九直通列車を利用した。そのなかにはシンガポール首相のリー・クアンユー、アメリカ合衆国前大統領リチャード・ニクソン、副大統領ウォルター・モンデール、国務長官ヘンリー・キッシンジャー等がいる。
1982年12月28日、広州鉄路局と九広鉄路局は広九直通列車の運賃値上げを決定し、旅客運賃が47%、荷物運賃が30%値上げされた。1984年、香港、マカオ、台湾をはじめとした西側諸国からの乗客の増加に伴い、サービス向上のため乗務員の制服の変更が行われた。1984年当時、中国国鉄の乗務員の制服は人民服が主であったが、広九直通列車の乗務員は、他の地域に先駆けて洋服、ネクタイ、革靴の着用が行われた。1985年、91/92次列車に豪華な食堂車が連結され、その後101/102と107/108次列車にはバイキング形式の食堂車が連結された。

### 延長運転と准高速化
1993年1月、仏山～九龍直通列車の運行が開始された。当時の列車番号は九龍行きが191/194、仏山行きが192/193であった。更に1995年3月28日には仏山直通列車は肇慶まで延伸され、列車番号も九龍行きが101/104、肇慶行きが102/103に変更された。
1994年、広深線准高速化改良工事が終了し、1995年3月27日に160km/h対応の25Z系客車が導入された。准高速化によって、九龍～広州間所要時間は1時間45分に短縮されたが、定員が624人に減少したため、広九直通列車の切符の入手が困難となった。また、この改正の際に1日4往復の速達タイプ列車の列車番号には准高速列車を示す「“Z（准）”」の字がつけられた。同年10月8日には、東莞市内の常平駅（常平駅は1997年12月23日、東莞駅に改称されたが、2013年6月20日に常平駅に戻された）停車が開始された。これ以降広九直通列車の常平駅停車列車は増加し、以降廃止となるまで、広九直通列車の大部分は常平駅に停車していた。
1996年、広九直通列車の広州での終点が天河区の広州東駅に変更された。1997年の香港返還時、広九直通列車は毎日6往復運行され、年間に輸送した旅客人数は7148万人であった。

### 香港返還後
1998年6月1日、広深線の電化が完成し、新たに最高時速200kmの「新時速」車体傾斜式車輛が導入された。新時速列車の列車番号には高速列車を示す「“G（高）”」の字がつけられ、九龍～広州東間の所要時間は最短で90分となった。同年8月28日、香港の九広鉄路公司（1983年2月1日に公社化）はKtt列車を導入した。Kttは両端の電気機関車はスイス製、機関車の間に挟まれた2階建て客車は日本の近畿車輛製で、食堂車と荷物車の連結はないが、特等車が連結されアテンダントによるスナックの無料提供がある。Kttは運行開始当初は1日1往復であったが、2019年時点では1日3往復が運行されていた。
1999年6月28日、広九直通列車は3往復増発された。2001年6月13日、広深鉄路株式会社と香港九広鉄路公司は、九龍～東莞間で金曜日、土曜日、日曜日に限って運行される「假日直通車」の共同運行を開始した。「假日直通車」の列車番号はT823/818次とされ、サービスについては他の広九直通列車と同等とされた。2002年12月25日から、假日直通車は週末だけでなく、火曜日から日曜日まで運行されることになり、毎週6日間運行された。
2003年6月29日に「中国本土・香港経済連携緊密化取決め」（CEPA）が実施され、広九直通列車は2003年6月28日から10月20日にかけて3往復増発された。この際、九龍～東莞間で運行されていた列車も2003年6月30日に広州東まで延長され、毎日運行となった。さらに2004年4月18日、広九直通列車は新たに2往復増発された。この時の増発によって、広九直通列車の1日の運行本数が12往復となり、ほぼ1時間に1本のペースで運行されるようになった。そしてこの年、運行再開25年にして広九直通列車の旅客輸送人数は4500万人に達した。
2008年12月21日、香港MTR（2007年12月、香港MTRは九広鉄路公司を吸収合併）は広九直通列車のダイヤ改正を行った。この際、広深線内での最高速度を160km/hから140km/hに引き下げたため、列車の所要時間が増加した。
2010年10月22日には、台湾の著名な作家である李敖が広州から九龍までT815次列車に乗車した。李敖はサービスの高さに歓心し、「我風に乗って帰り去らんと欲す、ただ心に称（かな）えば広鉄有り（我欲乘風歸去、只有廣鐵稱心）」と、蘇軾の水調歌頭をもじった漢詩を詠んだ。2010年10月、広九直通列車は1979年4月の運行再開以来、6250万人の旅客を輸送した。広州鉄路集団公司の統計によると、運行再開初期の旅客のほとんどは外国人および海外華僑や香港、マカオ、台湾からの旅客であったが、2010年には旅客の半分以上が中国本土からの観光客やビジネスマンとなっており、30年間で広九直通列車の客層は大きく変化していることがわかる。2012年12月21日、広九直通列車で18年間使用されてきた25Z系客車が、すべて新型の25T系客車に置き換えられ、同時に広九直通列車の乗務員の制服もリニューアルされた。ただし、路線の設計上の原因から列車の最高速度は140km/hのままとされた。
2013年、広九直通列車は1年間に430万人の旅客を輸送した。2014年2月1日（旧暦1月2日）には、1日に14600人の旅客を輸送する最高記録を打ち立てた。
2018年、広深港高速鉄道が開通したことによる乗客減少により、肇慶発着系統の廃止、一部の減便が行われた。

### 運行終了
2020年1月30日、香港政府は新型コロナウィルス対策として、広深港高速鉄道も含め本土との直通列車を暫定停止すると発表した。
2022年4月、運休が続いている本列車について、広深港高速鉄道開業後は2019年時点で利用客が3割減となっていたことや、2022年中に東鉄線の金鐘駅延伸時に9両への減車および増発で線路容量が変化することなどを理由に本列車運営人員の配置転換やメンテナンス用部品調達の停止を検討しており、同高速鉄道が広州東駅に乗り入れる2023年を目途に正式に廃止される見通しが示された
中華人民共和国国務院は、広深港高速鉄道で代替可能なことから、2024年7月31日をもって同列車を正式に廃止することを発表した。また中華人民共和国海関総署も、同日をもって駅構内にある出入境設備を廃止することを決定した。
同列車は2020年1月の休止以降一度も運行されることはなく、予定通り廃止され、113年の歴史に幕を下ろした。これにより、中国本土と香港を結ぶ鉄道は広深港高速鉄道に一本化された。

## 使用車輛

### 使用車輛の変遷
| 年代                  | 使用車輛 |
| --------------------- | --- |
| 1949年10月以前        | - 九広鉄路局所属蒸気機関車と客車列車 - 広州淑女（Canton Belle）/ 大埔淑女（Taipo Belle）気動車（1936～1937年） |
| 1979年－1984年        | - 東風3型ディーゼル機関車牽引24系客車 - 25系客車 |
| 1984年－1994年        | - 牽引機関車：ND2型ディーゼル機関車 / 東風4型ディーゼル機関車（90年代より） - 車輛：25系客車 / 25B系客車 （仏山-九龍直通列車、1993年より） |
| 1995年－2007年4月     | - 広州-九龍： - 東風9型ディーゼル機関車（2003年）、 韶山8型電気機関車（1999－2002/2004年）、東風11型ディーゼル機関車牽引25Z系客車 - SJ2000（1998年8月28日から2007年4月まで） - 九広鉄路公司所属Ktt（1998年8月28日より） - 肇慶-仏山-九龍： - 東風4B型ディーゼル機関車牽引25B系客車（2000年10月まで） - 東風11型ディーゼル機関車牽引25C系客車（2000年10月から2007年4月まで） |
| 2007年4月－2012年12月 | - 広州-九龍： - 韶山8型電気機関車（2009年5月14日より）牽引25Z系客車（2012年12月20日まで） - Ktt - 肇慶-仏山-九龍： - 東風11型ディーゼル機関車牽引25Z系客車（2012年12月20日まで） |
| 2012年12月－2020年1月 | - 広州-九龍： - 韶山8型電気機関車牽引中国国鉄25T系客車 - Ktt - 肇慶-仏山-九龍： - 韶山8型電気機関車（九龍（紅磡）～広州東）、東風11G型ディーゼル機関車（広州東～肇慶）牽引25T系客車 |

### 牽引機
| 運行区間                 | 九龍（紅磡）－広州東                                                                                     | 広州東—肇慶（肇慶直通列車）               |
| 機関車 所属 機関士所属駅 | 韶山8型/Re460形 広州鉄路集団公司広州機務段/香港MTR 広州（九龍（紅磡）－羅湖間は香港の機関士も乗務）/香港 | 東風11G型 広州鉄路集団公司広州機務段 広州 |

### 列車編成
- 広州鉄路集団公司所属25T系客車（九龍（紅磡）方向）

| 号車番号   | 1                    | 2-4                        | 5            | 6-10                       |
| 車輛の種類 | RZ25T 軟座荷物合造車 | RZ25T 軟座車 （1等座席車） | CA25T 食堂車 | RZ25T 軟座車 （1等座席車） |

- 香港MTR所属Ktt（広州東方向）

| 号車番号   |               | 1-2            | 3-9            |               |
| 車輛の種類 | Re 460 牽引車 | T2A 特等座席車 | T2B 一等座席車 | Re 460 牽引車 |

### 車輛運用
- Z801-Z804/5-Z806/3-Z802（広州滞泊）
- Z807-Z808-Z809-Z810（広州滞泊）
- Z812-Z813-Z814-Z815-Z816-Z811（香港滞泊）-翌日Z812
- Z820-Z817-Z818-Z819（香港滞泊）-翌日Z820
- Z824-Z823-Z826-Z825-Z828-Z827（Ktt、香港滞泊）

### 導入が検討されていた車輛
広九直通列車の中国車輛については電車化が計画されていたが、様々な理由によって保留となっている。
- 中国高速鉄道CRH1型電車：2007年4月18日の第六次大提速（中国語版）（ダイヤ改正）に伴って運行を開始し、広州鉄路集団公司は2007年末までに広九直通列車にCRH1型電車を導入する予定で検討を進めていた。広州鉄路集団公司は、広九直通列車にCRH1型電車が導入された場合、広州東～九龍間の所要時間は約96分間で准高速列車と比較して約20分短縮できるとしたが、CRH1型電車は車体幅が3328mmと広く、香港の東鉄線内（大学駅構内の急カーブなど）を安全に通過できないため、導入は見送られた[21]。 なお、広深線内の広州～深圳間ではCRH1型電車が運用されている[22]。

- 中国高速鉄道CRH5型電車：CRH1型電車と比較して、車体幅は3200mmと狭く香港の東鉄線内を安全に通過することが可能であるが、CRH5型電車は主に中国東北部や華北地区などの寒冷地で使用される車輛であり、華南での運行実績はない[23]。そのため広州鉄路集団公司は、華中地区の武漢鉄路局でのCRH5型電車の運行成果が判明した後、広九直通列車に導入することを検討していた。しかし2012年に、広州鉄路集団公司は25Z系客車を新造の25T系客車に置き換え、電車化を中止した。これは大学駅構内の急カーブ通過が困難であると、香港側から指摘されたためである。

### Ktt用客車と25T系客車の比較
|                            | 香港所属Ktt用客車 | 中国所属25T系客車 |
| -------------------------- | --- | --- |
| 列車編成                   | 日本製2階建て車輛9輛：特等車2輛+一等車7輛 | 25T系客車10輛：軟座車（1等座席車）9輛（そのうち1輛は荷物車との合造車）+食堂車1輛 |
| 事前座席指定               | 可（乗車変更時を除く） | 不可 |
| Wi-Fi                      | あり。PCCWが有料で提供している | あり。中国移動通信が無料で提供している |
| 食堂車                     | なし | あり |
| 供食サービス               | 乗客にはミネラルウォーターの無料サービスがあり、弁当や軽食の販売も行われる。なお、特等車の乗客にはエッグタルトやアーモンドビスケットなどの茶菓も提供される | 乗客にはミネラルウォーターの無料サービスがある。弁当やハーゲンダッツアイスクリームの販売もあり、食堂車も営業している |
| 車内販売                   | お土産や鉄道グッズを販売している（免税品は2019年8月をもって販売終了）                                                                                      | 免税品のみ販売 |
| トイレ                     | 1車輛に2箇所設置している。中国式と洋式がある | 1車輛に1箇所設置している |
| コンセント等の電源サービス | 充電器の貸し出しサービスを行っている | タイプIのコンセントがある |
| AED                        | あり | なし |
| 車内放送                   | 自動放送によって広東語、普通話、英語の三言語で放送される。各種案内と同時に、終着駅の観光案内も放送する                                                     | 普通話と英語で放送される |
| 駅の呼称                   | 起終点の駅を「広州東」と「紅磡」と呼称する。英語放送時、「広州東」は「Guangzhou East Station」、「紅磡」は「Hung Hom」と呼称される                         | 車外に設置された行先標には「広州東」と「九龍」と記されている。行先標には英文ではなくピン音が使用され、「広州東」は「GUANGZHOU DONG」、「九龍」は「JIULONG」と記されている。しかし、香港行き列車の放送では、終着駅のことを普通話読みの「紅磡」と呼称し、英語放送では「Kowloon」と放送される |
| 座席付属テーブル           | 各座席の前に折りたたみ式テーブルがあり、一等及び特等車の向かい合わせで固定された座席には四人用または二人用のテーブルもある                                 | 各座席の前に折りたたみ式テーブルがある |
| 新聞、雑誌サービス         | 各種新聞や雑誌を無料で提供している | 車内誌のみ無料提供している |

## 切符

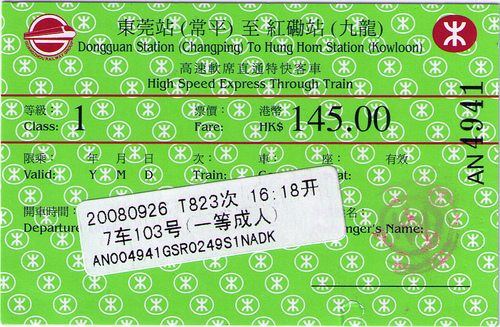
東莞（常平）から九龍までの広九直通列車の切符

切符は列車出発30日前から20分前まで窓口で販売されていた。5歳から9歳の旅客には小児運賃が適用され、5歳に満たない小児は成人切符を持った旅客が同行し、かつ座席を使用しない場合に限り無料で乗車可能だった。電話やインターネット上でも切符を購入することは可能であるが、1列車につき12香港ドル（大人小児同額）の手数料が必要となった。

### 価格
- 2019年時点。価格は香港ドルで記す[25]。

| 九龍発 | 成人              | 小児              |
| ------ | ----------------- | ----------------- |
| 常平   | $155              | $78               |
| 広州東 | $210 （特等$250） | $105 （特等$125） |

## 汚物処理問題
広九直通列車は1979年4月4日の運行再開以来、中国車輛のトイレには汚物タンクが設置されておらず、汚物は線路上に直接排出されていた。1980年代に入ると、香港東鉄線内の電車化が進み、利用客が増加したため、これらの汚物が問題となっていった。そのため中国国鉄は、九龍から中国本土の石龍駅までの区間で、トイレを施錠して使用禁止にするという対策をとった。なお、香港区間内で汚物タンクのない列車のトイレを使用することは香港鉄道附則（中国語: 香港鐵路附例）第6条に違反し、5000香港ドルの罰金または禁錮6箇月が科される。
1990年代以降、広九直通列車でも汚物タンク設置車輛の整備が進み、2000年から2007年まで運行された中韓合作の25C系客車、スウェーデンから購入した「新時速」X2000型、九龍鉄路が日本から購入したKtt客車などの車輛が導入された。そして2012年12月21日、25T系客車が導入されたことにより、広九直通列車の全列車が汚物タンク設置済みとなった。
2011年2月10日午後、中国政法大学資本研究センター主任の劉紀鵬が、広九直通列車に乗車して香港から中国本土に帰った際、香港区間内で劉紀鵬含む3人の乗客がトイレを利用できず、乗務員に抗議したものの聞き入れられなかった。劉紀鵬はこの出来事を自身のテンセントウェイボー上でつぶやき、「高速鉄道は建設できるのに、汚物処理問題を解決することはそれほど難しいことなのか？」と指摘した。このつぶやきはインターネットユーザーの注目を集め、「南方都市報」、鳳凰衛視等のメディアでも報道された。この問題について中国国鉄の広九客運段は2月11日、「広九直通列車のトイレ改造について現在計画中であり、また今回の事件の原因について早急に対処する」と回答し、同年4月からトイレ改造車を投入することを発表した。

## 脚註
1. 1 2 3  『2013.07 全国铁路旅客列车时刻表』 p357
2. 1 2 3 4  港鐵城際直通車網上購票服務 行車時間表（繁体字中国語）
3. ↑  広深港高速鉄道、9月23日に全線開通 | ビジネス短信 - ジェトロ
4. ↑  https://k.sina.cn/article_1368589977_51930699040014kkm.html
5. ↑  九廣鐵路(英段)車隊介紹（繁体字中国語）
6. ↑  去日留痕-香港中旅社（繁体字中国語）
7. ↑  广九直通列车穿行穗港间27年见证广交会变迁（簡体字中国語）
8. ↑  老城纪事：广九风雨（簡体字中国語）
9. ↑  “百年广九铁路运送旅客过亿”. 羊城晚报. (2014年4月15日) 2015年10月24日閲覧。
10. ↑  “乘广九直通车像坐飞机 广九姑娘个个似空姐”. 南方都市报. (2002年6月30日) 2015年10月24日閲覧。
11. ↑  阿部、岡田 pp45-46
12. ↑  “广东东莞（常平）至九龙假日直通列车将开行（簡体字中国語）”.   东方网 (2001年6月13日). 2015年10月24日閲覧。
13. ↑  ““黄金通道”系粤港，广九直通车25年载客4500万（簡体字中国語）”.   南方網 (2004年4月28日). 2015年10月24日閲覧。
14. ↑  “广九直通车百年载客近亿 成香港与内地"亲情线"（簡体字中国語）”.   中国新闻网 (2010年10月18日). 2015年10月24日閲覧。
15. ↑  “广九直通车换新装服务更人性 时速提至160km/h（图）（簡体字中国語）”.   新浪新闻中心 (2012年12月25日). 2015年10月24日閲覧。
16. ↑  政府宣布西九高鐵站及紅磡站口岸周四凌晨起暫時關閉（香港電台）
17. ↑  “疫下停駛兩年　城際直通車即將永久停運”. 大公報 (文匯報). (2022年4月29日) 2022年5月4日閲覧。
18. ↑  “消息指城際直通車或永久停運 營運部擬解散 港鐵︰有待政府公布”. 香港01. (2022年4月28日) 2022年5月4日閲覧。
19. ↑  https://hk.on.cc/hk/bkn/cnt/news/20240801/bkn-20240801033036551-0801_00822_001_cn.html
20. ↑  昨天的廣九直通車，減少使用SS8牽引（繁体字中国語）hkitalk，2009年5月15日
21. ↑  KTT內地訊號系統一問（繁体字中国語）
22. ↑  阿部、岡田 pp180-181
23. ↑  阿部、岡田 pp190-191
24. ↑  港鐵城際直通車網上購票服務 乘客須知（繁体字中国語）
25. ↑  港鐵城際直通車網上購票服務 車費表（繁体字中国語）
26. 1 2  蘋果日報：舊直通車不開廁所招怨（繁体字中国語）
27. ↑  “教授直通車如廁被阻惹爭議（繁体字中国語）”.   星島日報 (2011年2月13日). 2015年10月24日閲覧。
28. ↑  “劉紀鵬のテンセントウェイボー（簡体字中国語）” (2011年2月11日). 2015年10月24日閲覧。
29. ↑  “领略中国高铁插上凤凰翅膀的提速－－一泡屎引发地域歧视的思考（簡体字中国語）”.   劉紀鵬のブログ (2011年2月12日). 2015年10月24日閲覧。
30. ↑  “奇闻：粤港列车为何进入内地才能上厕所（簡体字中国語）”.   中新網 (2011年2月16日). 2015年10月24日閲覧。